# Сороківська сільська рада (Гусятинський район)
Соро́ківська сільська́ ра́да — адміністративно-територіальна одиниця та орган місцевого самоврядування в Гусятинському районі Тернопільської області. Адміністративний центр — село Сорока.

## Загальні відомості
- Територія ради: 14,692 км²
- Населення ради: 836 осіб (станом на 2001 рік)
- Територією ради протікає річка Гнила

## Населені пункти
Сільській раді підпорядковані населені пункти:
- с. Сорока

## Склад ради
Рада складається з 15 депутатів та голови.
- Голова ради: Волох Марія Петрівна
- Секретар ради: Дутка Василь Степанович

### Керівний склад попередніх скликань
| Прізвище, ім'я, по батькові | Основні відомості                                                               | Дата обрання | Дата звільнення |
| --------------------------- | ------------------------------------------------------------------------------- | ------------ | --------------- |
| Волох Марія Петрівна        | Сільський голова, 1965 року народження, освіта середня спеціальна, позапартійна | 26.03.2006   | 31.10.2010      |
| Волох Марія Петрівна        | Сільський голова, 1965 року народження, освіта середня спеціальна, позапартійна | 31.10.2010   |                 |

Примітка: таблиця складена за даними сайту Верховної Ради України

### Депутати
За результатами місцевих виборів 2010 року депутатами ради стали:

#### За суб'єктами висування
| Суб'єкт висування | Кількість обраних депутатів | %   |
| ----------------- | --------------------------- | --- |
| Самовисування     | 15                          | 100 |

#### За округами
| № округу | Прізвище, ім'я, по батькові    | Дата визнання обраним | Освіта             | Партійна приналежність                        | Відомості про обраного депутата                    |
| -------- | ------------------------------ | --------------------- | ------------------ | --------------------------------------------- | -------------------------------------------------- |
| 1        | Гриньків Марія Михайлівна      | 01.11.2010            | середня спеціальна | позапартійна                                  | приватний підприємець                              |
| 2        | Дутка Галина Михайлівна        | 01.11.2010            | вища               | позапартійна                                  | загальноосвітня школа с. Сорока, вчитель           |
| 3        | Дутка Михайло Федорович        | 01.11.2010            | вища               | позапартійний                                 | тимчасово не працює                                |
| 4        | Маркевич Василь Павлович       | 01.11.2010            | середня            | позапартійний                                 | приватний підприємець                              |
| 5        | Дутка Михайло Іванович         | 01.11.2010            | вища               | позапартійний                                 | тимчасово не працює                                |
| 6        | Слободецький Андрій Степанович | 01.11.2010            | вища               | позапартійний                                 | фельдшерсько-акушерський пункт, лікар              |
| 7        | Дутка Василь Степанович        | 01.11.2010            | середня спеціальна | позапартійний                                 | Сільська рада, секретар                            |
| 8        | Пелих Мирослав Михайлович      | 01.11.2010            | середня            | позапартійний                                 | загальноосвітня школа І-ІІ ст. с. Сорока, майстер  |
| 9        | Бойко Ярослав Михайлович       | 01.11.2010            | середня            | позапартійний                                 | тимчасово не працює                                |
| 10       | Дуткевич Іван Миколайович      | 01.11.2010            | середня            | позапартійний                                 | СФНГ «Мрія», водій                                 |
| 11       | Дутка Степан Павлович          | 01.11.2010            | вища               | член Всеукраїнського об'єднання «Батьківщина» | Сільська рада, землевпорядник                      |
| 12       | Дутка Михайло Павлович         | 01.11.2010            | середня            | позапартійний                                 | тимчасово не працює                                |
| 13       | Ольховецький Степан Григорович | 01.11.2010            | середня            | позапартійний                                 | тимчасово не працює                                |
| 14       | Дуткевич Мирон Михайлович      | 01.11.2010            | середня            | позапартійний                                 | приватний підприємець                              |
| 15       | Музичка Василь Михайлович      | 01.11.2010            | середня спеціальна | позапартійний                                 | загальноосвітня школа І-ІІ ст. с. Сорока, електрик |